# Improvisació teatral

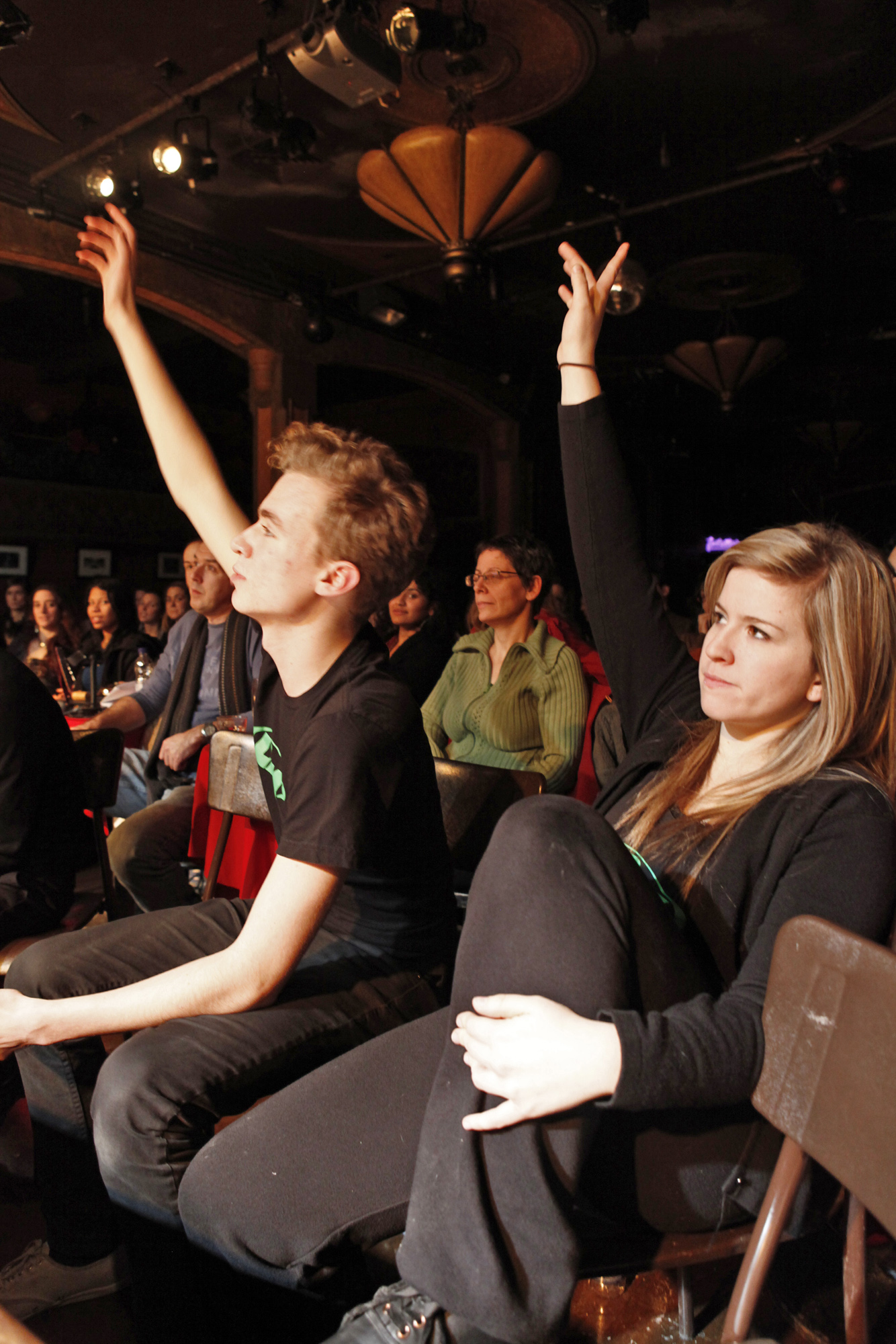
Dos voluntaris d'entre el públic s'ofereixen per a sortir a improvisar a l'escenari

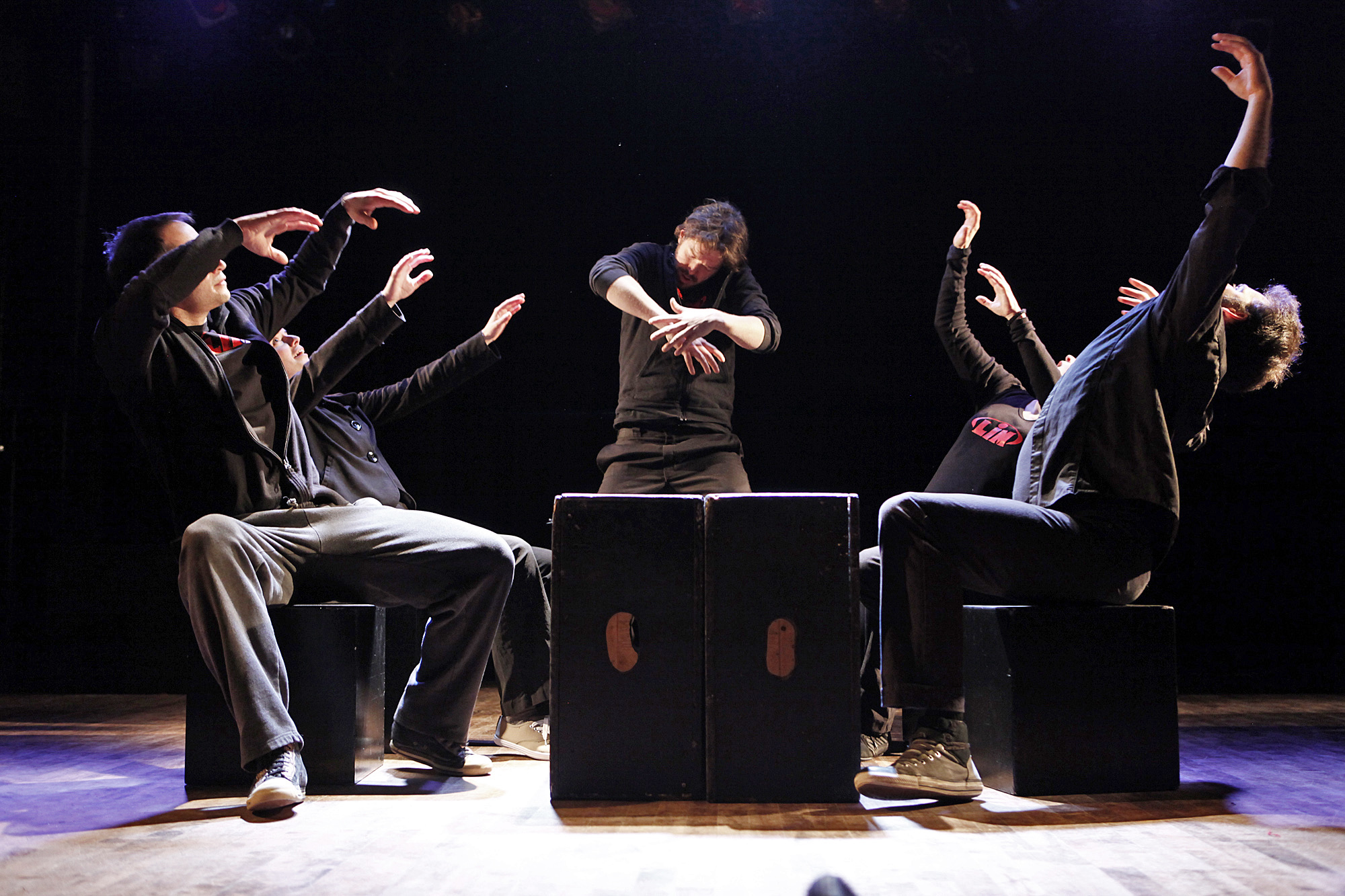
Impro teatral a la LLiga d'Improvisació de Montréal, LIM

La improvisació teatral és la improvisació aplicada al teatre. Un conjunt de tècniques d'improvisació s'utilitzen a la formació i entrenament actoral; a més, les improvisacions són usades per a la creació de les obres de teatre, tinguin o no ja prèviament fixat un text; finalment, la improvisació teatral és en si mateixa un gènere teatral, o més aviat un grup de gèneres dramàtics en els quals els actors improvisen en directe, com ara la comèdia de l'art, el clown, el cabaret, el cafè-teatre, les lligues d'improvisació o sovint el teatre de carrer. Les propostes d'improvisació teatral en escena interpenetren el real i l'imaginari constantment; plantejant-se com a accions frontera entre l'art, en el sentit d'artifici o ficció, i la simple observació de la vida real, com per exemple qui veu la gent passar en un passeig des d'una terrassa.
La improvisació dramàtica actualment és clau a tots els gèneres teatrals i a totes les arts escèniques. En dansa-teatre i dansa contemporània, per exemple, es dona molta importància a experimentar amb la improvisació gestual i corporal per a anar trobant el que es vol transmetre al públic. Això es va fent al llarg de tot el procés de composició i creació de la coreografia, escenografia i altres elements escènics, de manera que cada intèrpret creador hi aporta la seva personalitat i estil.
S'usa també com a mètode terapèutic i de creixement personal, per millorar la psicomotricitat, l'empatia, la comunicació, la creativitat, la confiança, la negociació, la gestió de conflictes i la cohesió de grups, sigui a través del psicodrama o altres formes de teatre social, o per si mateixa. Usada com a teràpia, la improvisació teatral és una forma de producció complexa que ajuda al desenvolupament general de la persona a partir d'un recorregut simbòlic, enfront de les creacions espontànies -en forma de símptomes o problemes de comportament- que aquesta desitja canviar o li produeixen malestar.

## Improvisació pura

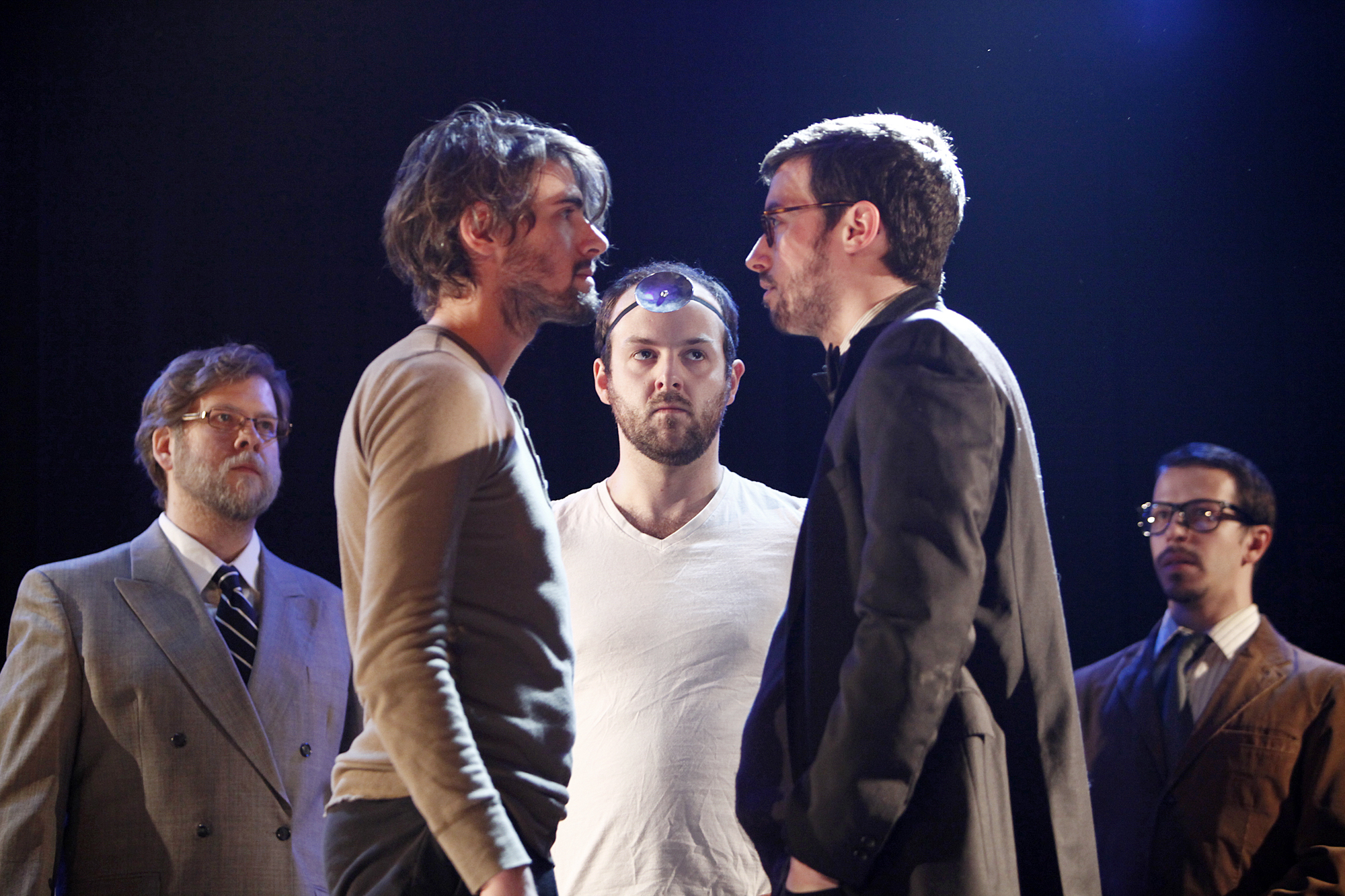
Improvisació teatral

Bàsicament hi ha dos tipus d'improvisació dramàtica, la tècnicament anomenada "improvisació pura" i la "improvisació impura". A la primera els intèrprets poden partir d'alguna consigna (una paraula, una situació, uns personatges, un tema, etc.) i immediatament han d'actuar a escena, sense haver pogut parlar abans entre ells ni fer cap assaig previ. Es diu que és "impura" quan no és "pura", és a dir, quan prèviament s'ha pogut esbossar un petit assaig, o almenys l'actor ha tingut uns moments per a pensar-hi o estructurar alguna cosa, o si són més d'un han pogut parlar o pactar algunes coses durant uns minuts, abans d'actuar. Les improvisacions impures s'usen sobretot a l'entrenament actoral i durant el procés de creació d'espectacles.
En qualsevol cas, la improvisació té un entrenament metòdic en el qual es practiquen unes tècniques i uns codis, com per exemple la imaginació, l'escolta, la confiança, el ritme, l'acceptació de tot el que proposi l'altre, la creació pas a pas, la modificació segons el que faci l'altre, l'evitació dels judicis i de buscar el millor o el més bonic, entre altres moltes eines i habilitats.
També, per a qualsevol tipus d'improvisació escènica, alguns autors diferencien quan la improvisació és pública, és a dir a escena, o privada, i en aquest cas es fa únicament durant el procés creatiu o com a entrenament actoral, per exemple, però no a escena davant d'un públic.

## Espectacles d'improvisació

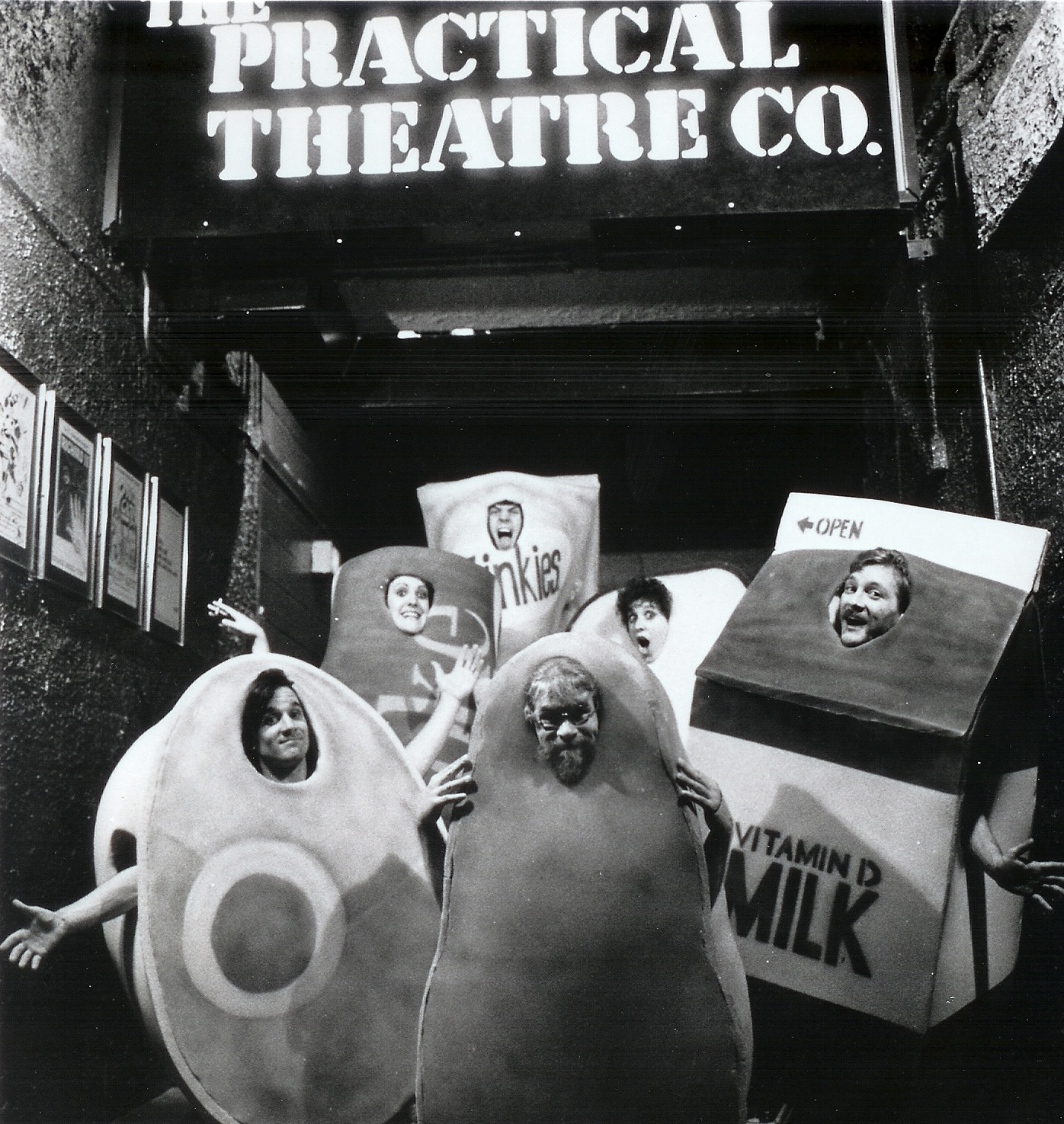
La Practical Theatre Company fa espectacles d'improvisació teatral

A les arts escèniques en general, els espectacles basats en improvisacions pures en escena són prou coneguts i freqüents, com per exemple les jam session de música jazz o les improvisacions de dansa de contacte. Específicament en teatre trobem per exemple els combats d'improvisació, els happenings i la comèdia de l'art. Alguns directors, com Charles Dullin, van usar la improvisació a les seves obres teatrals.
Altres espectacles requereixen un cert marge d'improvisació per motius tècnics, com per exemple quan hi ha participació del públic o interacció amb ells, típicament moltes performances, espectacles de carrer, teatre de l'oprimit, espectacles al qual es fa pujar a l'escenari algú del públic, cabaret, etc. Altres motius, per exemple, poden ser que es decideixi integrar una part d'improvisació més o menys pura en una part de l'obra, o en tota, per qüestions d'estil o mètode, molt típic a la dansa-teatre i al teatre físic; que es desitgi realitzar-la sempre a partir d'un esquelet únicament, com a mètode perquè el resultat sigui més espontani i vital; o també solucionar un error o un problema inesperat.

## Treball de companyies

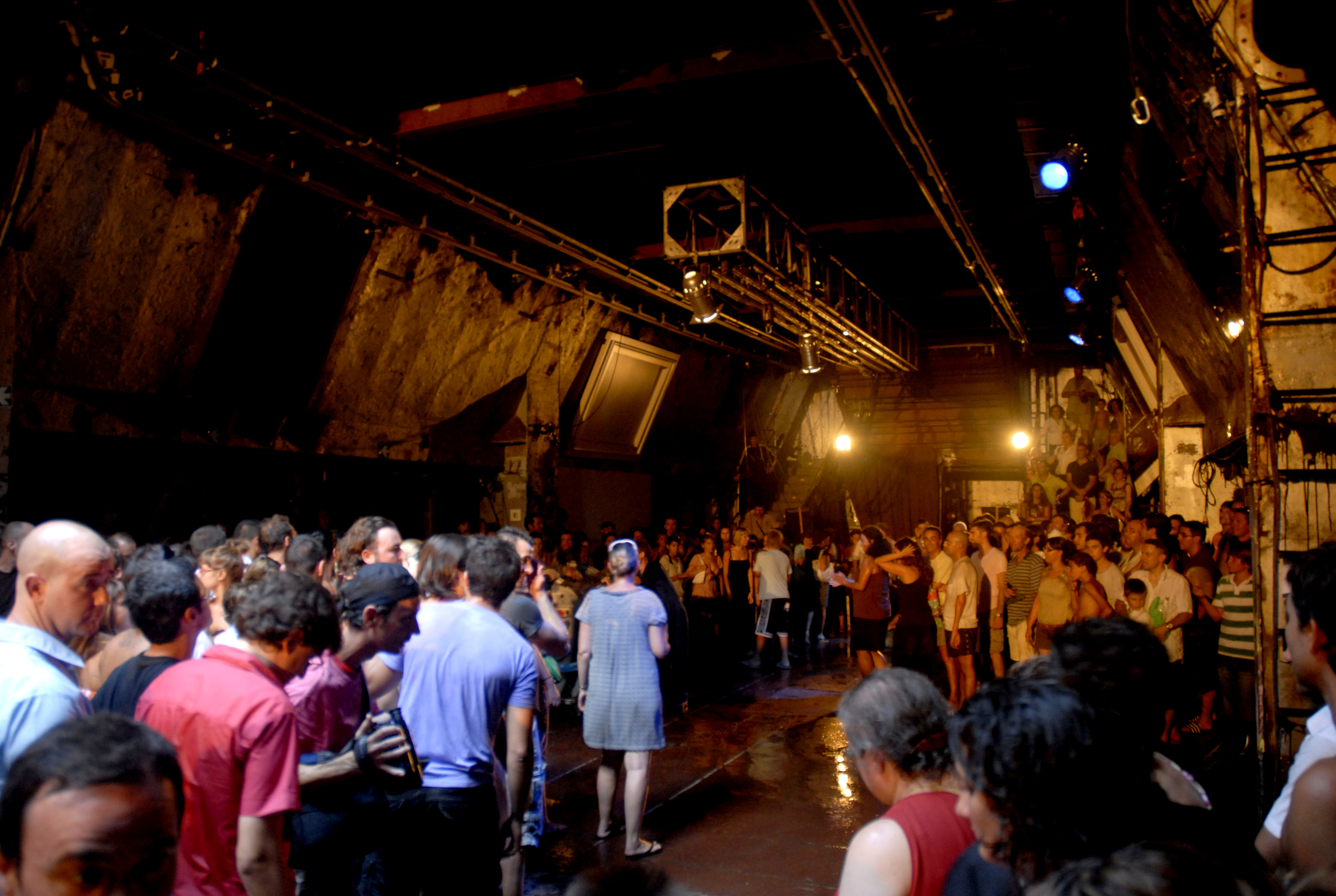
La Fura dels Baus, una de les companyies considerades "alternatives" als anys 70, actuant a dins d'un vaixell

La improvisació teatral és el mètode de creació col·lectiva en equip que usen les companyies de teatre, dansa i altres arts escèniques per a compondre els seus espectacles, que un cop acabats poden ser completament fixats o incloure alguna part més o menys oberta, especialment si inclou interacció amb el públic, com és el cas del teatre de carrer o en espais poc convencionals. L'espectacle final no és una improvisació sinó que en general queda fixat, les successives improvisacions als assajos s'usen per a crear-lo. És molt freqüent al teatre català del segle xxi, en el qual abunden els petits grups de teatre autònoms, i ja ho va ser als anomenats "grups alternatius" de teatre dels anys seixanta del segle xx, amb la diferència que aleshores es donava molta més importància al director escènic i ara al conjunt dels actors.

## Creació textual

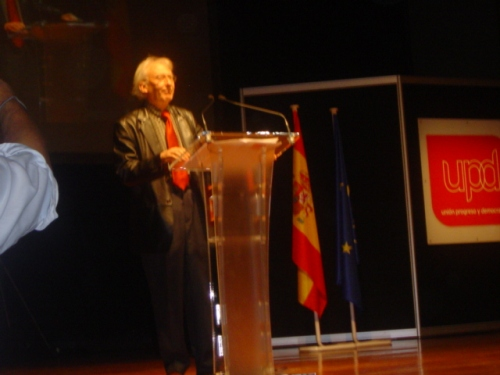
Albert Boadella d'Els Joglars va tenir problemes amb La Torna, d'autoria col·lectiva de la companyia

Les successives improvisacions s'utilitzen en la creació d'obres teatrals que tenen un text fixat, com per exemple el de Romeu i Julieta de Shakespeare, per a definir les coses que passen i els personatges. Així, un mateix text pot ser interpretat d'infinites maneres i mostrar diferents conflictes, motivacions, situacions i personalitats. D'altra banda, altrament el text pot ser creat durant el procés general de creació de l'obra teatral. En aquest cas l'autoria del text es considera col·lectiva o en equip, del conjunt d'actors, que el van component i fixant a través de treballs de successives improvisacions teatrals. També es poden trobar creacions teatrals amb un grau important d'improvisació, o espectacles sense text escrit fixat sinó unes pautes o un esquema a seguir, com és el cas típicament de la comèdia de l'art.
En textos escrits fixats pot haver el que s'anomena "teatre dins el teatre", és a dir que a la trama d'una obra de teatre hi ha almenys a part d'una altra obra teatral, per exemple uns personatges van a veure un espectacle i el públic veu com aquests personatges hi van i també veuen l'espectacle al qual els personatges estan anant com a públic. Això ocorre per exemple al Hamlet de Shakespeare. Una variant és que dintre de l'acció de l'obra teatral hi hagi un assaig o una improvisació d'una altra, com a part de l'acció de la primera. Exemples d'això en són La improvisació de Versailles de Molière, La improvisació de París de Jean Giraudoux i Aquesta nit improvisem de Luigi Pirandello.